# 黨管幹部
黨管幹部，或欽點幹部，起自俄語專用詞номенклатура，全稱幹部職務名稱表（直译：「命名法、名簿」，羅馬化：Nomenklatura，俄語發音：[nəmʲɪnklɐˈturə]，原意指「职务系列」，或「职务一览表」，又称「官员花名册」、「社会名流名录」、「在冊權貴」），即由黨專門任命之領導幹部，是一种曾在蘇聯、一些东欧社会主义国家和現有共产主义国家內存在的特定幹部及職官羣體。專門管理該類羣體的人事制度即為Nomenklatura System，全稱作幹部職務名稱表制度，干部職務名單制、職官名錄制度或譯罗名制，屬於一種中央控制的核心要素及鞏固中央政權的最重要機制，為「黨管幹部原則」的核心。最初此術語用於個別机关之间进行分配领导职位之指稱，后来涵括对领导干部的登记造册、考察、任免及职级待遇等等，而固定為專有名詞及指代定義。
黨管幹部制度的核心是由共产党拟定政府及经济部门全部重要职位的干部名单，形成一个特权階級体系。官僚机器結合了党的控制和错综复杂卡夫卡式混乱的問題，使得社会成员習得一方面屈从權力中心，一方面规避或打破律法的高度技巧謀取私利。在蘇聯及东欧社会主义国家民主化進程中，當共产党喪失领导地位時，部分國家党政干部们沒有被改革掉，其本質仍然是特殊與威權的紅色貴族，順便以已有的权势和关系网，將職官名錄制度私有化（或譯干部私有化），轉化為隨後的寡頭共治格局：舊干部互相勾结化公产为私产，从“党政干部”摇身一变成新资本家；等於党证的金錢水到渠成取而代之，成為社會向上流動的“通行证”。

## 由来及发展
黨管幹部制度在苏联经历了将近70年的發展，是指俄国共产党（布尔什维克）执掌了政权，以党员去掌握全部国家领导，实现全部统治的一套选拔、任命工作人员的程序。和蘇聯作法類似，共產黨領導下的波蘭、中國等等以黨中央幹部職務名稱表的確立，來決定許多重要職位，包含共产党中央委员会的資深職位、党與政府至省級的資深職位、公安部門高級職位、大眾媒體和群眾組織的高級職位、高級外交官、高級司法官員、及重要經濟企業的領導者。
蘇聯政治體系以「職官名錄」來控制人事的任命工作，是共产党領導者在極權統治為基礎外，鞏固個人派系權力的主要工具之一。戈巴契夫的幹部改革政策廢止職官名錄，雖消減了布里茲涅夫時期領導階層老化，但也間接改變蘇聯整個人事制度，成為葉爾欽的重大施政問題之一。

## 特点
黨管幹部制度的核心是由共产党拟定政府及经济部门全部重要职位的干部名单，形成一个官僚特权体系。

### 苏联
苏联的「職官名錄」制度和斯大林模式的形成與建立同步，和苏联政治生活权力逐渐集中歷史走向相符。作為斯大林模式的一部分，這制度有以下特點：
1. 权力高度集中：各级大小官员的官运掌握在最高领导层手中；
2. 機關无所不包：所有机关的干部職位都列入職官名錄；
3. 暗箱选拔任用：政治素质、忠诚和业务素质為任用標準；
4. 官位凝固继承：官位某种程度的凝固性和继承制造就了领导干部实質的终身制

苏联至1926年3月前，官员任命以如下方式分配：第1号職官名錄占被所有任命官员总数的27.9%、第2号官名录占29.4%、第3号官名录占42.7%，之后也大致维持此比例，如此一來，斯大林亲信控制的组织分配部决定大多數官员任用：斯大林本人控制第1号和第2号名单，甚至常操纵第3号名单。

### 中國
中華人民共和国參照苏联的「職官名錄」制度，建立起中國的「黨管幹部」制。
中國共產黨於1950年由安子文向毛澤東和劉少奇建議，採取和蘇聯的職官名錄制度相似的系統，而在1950年早期此案獲得批准並改進；雖然中國中央的職務名稱表制度歷年來不斷有調整，但其本質架構截至2014年仍維持一致。
干部职务名称表制度最早在1951年3月28日至4月9日召开的第一次全国组织工作会议上由刘少奇提出的。刘少奇在报告中提出：“关于中央和各中央局、分局、省委、区党委具体管理那些职务干部的名单，中央组织部也拟定了几张表，也请大家加以研究。”有些人则认为刘少奇在宣读报告时另外明确指出了“干部后备名单”的词汇，这在日后成为“入党做官论”的素材。两年之后的1953年9月16日至10月27日，中共中央在北京召开第二次全國組織工作會議，会上起草了《关于加强干部管理工作的决定》，11月下发该决定，建立干部职务名称表制度作为分部分级管理干部制度的基本工具。以此為基礎，1955年中共中央颁发《中共中央管理的干部职务名称表》，规定党中央一般管至司局级干部，中央政府人事部门管理政府中司局级以下干部；省级以下党委按下管两级的原则管理；《决定》和《职务名称表》的颁布成为中国干部人事制度的基本框架。
列入《中共中央管理的干部职务名称表》的领导干部岗位被称为“中管干部”，由中共中央任免，在中组部备案管理。省、市、县这三级与之对应的是“省管干部”、“市管干部”、“县管干部”，由对应的党委任免，在对应的组织部备案管理。
《中國幹部職務名稱表制度》一書指出，中國共產黨採取類似蘇聯的幹部職務名稱表制度，以確保國家機器受到黨的控制:ix-x（此書被美國著名的當代中國問題專家沈大偉評為對於中國幹部職務名稱表制度最好的研究作品。）這一套由政黨控制中國社會領導的選取的精密體系也包括了對未來人事的任用推薦。
和蘇聯、波蘭作法類似，關於黨中央的名單範圍包含共产党中央委员会的資深職位、党與政府至省級的資深職位、公安部門高級職位、大眾媒體和群眾組織的高級職位、高級外交官、高級司法官員、及重要經濟企業的領導者。此外，於一般情況下，黨單位對下一級的行政單位擁有職官名錄的人事權威，叫「下管一级」:xxii-xxiii（在中國1980年代之前，更傳統的政策是「下管兩級」，而不只一級）。
1950年代早期、1960年代早期、1980年代早期，人事任用權因政治因素集中於北京政權。在這些時期之間，特別是1957年和1984年以來，黨中央分散其職官名錄權力於地方以求經濟發展，然而人事任用權不論是在地方或是中央，人事權仍緊握在共產黨手裡:ix-x。
1980年代在改革時期蘇聯和中國都有宣告將減縮共產黨控制政府、經濟、群眾組織範疇的計劃，如1987年11月趙紫陽提出一套改革方案，建議在政府機構建立文官體系，讓經濟企業和群眾組織自己選出自己的領導:ix。
舉例來說，文革後1980年代以來，中國共產黨宣傳部門掌握了媒體、出版、文化、及文化部的資深領導的職官名錄制度權力；該宣傳部門也控制了中國社科院的領導人事權，但並沒有控制中國科學院，這或許反映了中國共產黨對社會科學的看法。1980年，高等教育的職官名錄制度權力也從宣傳部門中移除:xiv。
1990年，由於中國高層擔心失去對媒體資深人員的控制，透過中央職官名錄調整再次集中權力。

## 影响
以任命制為核心的苏联職官名錄制度對苏联社会影响巨大：
1. 助长个人崇拜和个人集权：人事行政手段的暗箱操作，其任用标准主要是对最高领袖的忠诚与否，使党和社会內阿谀奉承之风盛行，造成於极不正常个人高度集权，政權交接不穩定的现象。
2. 党机关与国家机关职权重叠：苏联所有最高苏维埃成员几乎都是党中央委员。国家的立法职能分別被党的各部門干部完全掌管，受黨所控制的下屬，形成以黨治國、黨大於國並維護黨利益，而不是對人民與國家負責的共同體。
3. 选举制消灭并使党内無监督制约机制：自从職官名錄制度被确立之后，民主基本原则的基础选举制，实际上就被斯大林完全消灭。
4. 形成等级制并产生了斯大林特色的官僚特权体系：按照官僚级别高低，苏联社会严格等级制創造了享有各种“福利”特权的各级干部，破壞社會主義精神，據守本該是年輕官員擔任的創新職位，人事小圈子行政拖沓。也加深群众与领导之间的隔阂。

在蘇聯和一些东欧社会主义国家官僚机器結合了党的控制和错综复杂卡夫卡式混乱的問題，使得社会成员習得一方面屈从權力中心，一方面發展出规避或打破律法的高度技巧。法院的审判有無充分的证据就变得不重要，因為由党──国家来裁决。
共产党统治結束的后共产党時代，這種官僚特权体系進一步被私有化（或譯干部私有化），党政干部们以已有的权势和关系网，互相勾结化公产为私产，从“党政干部”摇身一变成新资本家；金錢取代党证，成為社會向上流動的“通行证”；后共产党国家腐败的严重程度因国而异。根据“1998年腐败认知透明化国际指数”，捷克、匈牙利和爱莎尼亚社会诚实程度名列在前四十名内（此调查含八十五个国家），相当或高于比利时、希腊和意大利三国；俄国则為最腐败的国家前十。
1998年中国幹部職務名稱表的變化，中共中央改变了对国有企业领导的管理范围，學者陳漢宣認為1998年职务名称表的基本指导思想反映了中共的政策精神是通过市场化改革实现经济现代化，而同时维持政治的集中控制，加强了党的领导，也削弱了国家的权威。學者李綏州認為此看法忽略了中国共产党在坚持和加强党的领导之外，在1980年邓小平发表《党和国家领导制度的改革》讲话後，也一直在推进党政职务分开，而党政职务分开使经济社会發展有顯著推进作用。

## 参見
- 文官體系、官秩表
- 第三梯队、选调生
- 公務員
- 政黨政治
- 东方集团政治（英语：Eastern Bloc politics）
- 东方集团经济
- 新苏联人
- 新阶级
- 政治局
- 政治委员